# 村田賢史
村田 賢史（むらた けんじ、1987年5月17日 - ）は、日本のラグビー選手。

## プロフィール
- 京都府出身[1]。
- ポジションはスタンドオフ(SO)。
- 血液型はAB型[2]。
- 身長 174cm、体重 81kg

## 来歴
ラグビーは交野ラグビースクールで始めた。
2006年、啓光学園高校卒業後、早稲田大学に入る。なお啓光学園高校時代、花園へ3度出場し、2回優勝した。また2005年度高校日本代表に選出された。 
2010年、早稲田大学卒業後、当時トップウェストAのNTTドコモレッドハリケーンズに加入し、5シーズンプレーした。なお早稲田大学時代、関東大学ラグビー対抗戦グループ3回の優勝と全国大学選手権2回の優勝に貢献した。
2015年、釜石シーウェイブスへ加入。
2018年、釜石シーウェイブスを退団し、教員として大阪の興国高校に赴任した。
2022年、興国高校ラグビー部監督に就任。